# 無用ノ介
『無用ノ介』（むようのすけ）は、さいとう・たかを作の日本の漫画作品、およびこれを原作とする連続テレビドラマ・単発テレビドラマである。

## 概要
1967年から1970年まで講談社の『週刊少年マガジン』に連載されていた。
賞金稼ぎだった父と町の遊女との間に「無用の子」として生まれ、孤児として育った孤独な男で、自らも賞金稼ぎを生業とする隻眼の浪人・志賀無用ノ介が、我流の「野良犬剣法」で生きるために必死に戦う様を描く。

## 単行本
単行本は『週刊少年マガジン』版元の講談社のほか、小学館とリイド社からも発売されている。
- 講談社
  - 講談社コミックス 無用ノ介 全15巻（1969年 - 1970年）
- 小学館
  - 小学館文庫 無用ノ介 全15巻（1976年 - 1978年）
  - My First BIG SPECIAL 自選無用ノ介 第1集 - 第3集（2016年）
- リイド社
  - SPコミックス 劇画座招待席 48 - 56 無用ノ介 全9巻（1984年 - 1985年）
  - SPコミックス 無用ノ介 全8巻（1999年 - 2001年）

## テレビドラマ

### 連続テレビドラマ版
1969年3月1日から同年9月20日まで日本テレビ系列局で放送。国際放映と日本テレビの共同製作。全19話（本放送時には第18話まで放送）。カラー放送。放送時間は毎週土曜 20:00 - 20:56 （日本標準時）。
主人公・無用ノ介役には、当時デビュー間もない新進俳優だった伊吹吾郎が扮した。伊吹は1万を越す書類選考と100人を越す面接を経て抜擢され、劇画と寸分違わぬイメージが話題となった。監修は内田吐夢が務め、主題歌「ひとり行く」は美空ひばりが歌うなど、テレビ時代劇史上類を見ない豪華さも話題を呼んだ。また、日本テレビのテレビ時代劇では初のカラー作品である。劇画の迫力そのままに、豪快かつ斬新な殺陣の場面、賞金稼ぎとして生きるがゆえの孤独や悲しみ、無用ノ介にまつわる人々の哀歓が、人間臭く骨太な作風で描かれた。ロードムービーの形式をとり、主人公の無用ノ介以外の出演者はすべてゲスト出演者である。
放送は7か月に及んだが、本放送時の放送回数は18回で最終回は未放送に終わっている。伊吹はプロ野球中継の放送が優先された雨傘番組扱いであったと証言しており、視聴率も苦戦したとされる。

#### スタッフ
- プロデューサー：若尾初男、中沢啓作、新藤晃（日本テレビ）
- 原作：さいとう・たかを、さいとう・プロダクション
- 脚本：放送日程参照
- 監督：放送日程参照
- 監修：内田吐夢
- オープニングナレーション：伊吹吾郎（第1話 - 第5話）、芥川隆行（第6話 - 第19話）
- 撮影：小林茂、宮西良太郎
- 照明：矢口明、塩野昌弘
- 美術：朝生治男
- 音楽：宇野誠一郎
- 編集：神谷信武
- 録音：豊田博
- 助監督：香月敏郎、平野一夫、新津左兵、中野恵行、志村広、小俣堯、尾崎義幸
- 殺陣：渡辺高光、松宮康夫
- 制作担当：小林晋貮
- 舞台装置：美建興業株式会社
- 現像：東洋現像所
- 制作：国際放映、日本テレビ

#### 主題歌
「ひとり行く」
作詞：石本美由紀 / 作曲：小野透 / 編曲：宇野誠一郎 / 歌：美空ひばり

#### 放送日程
放送日は日本テレビ。
| 話数 | 放送日        | サブタイトル                    | 脚本                      | 監督       |
| ---- | ------------- | ------------------------------- | ------------------------- | ---------- |
| 1    | 1969年 3月1日 | 虎穴にはいった無用ノ介          | 猪俣勝人                  | 高橋繁男   |
| 2    | 3月8日        | 無用ノ介の首 五百両也           | 猪俣勝人                  | 土屋啓之助 |
| 3    | 3月15日       | 吹雪が無用ノ介の肩で舞う        | 小池一雄 さいとう・たかを | 下村堯二   |
| 4    | 3月22日       | 無用ノ介・将棋・無用ノ介        | 猪俣勝人                  | 高橋繁男   |
| 5    | 3月29日       | 夕日と弓と無用ノ介              | 猪俣勝人                  | 高橋繁男   |
| 6    | 4月5日        | 剣につばする無用ノ介            | 西沢治                    | 下村堯二   |
| 7    | 4月12日       | 無用ノ介 世直し不動にあう       | 西沢治                    | 高橋繁男   |
| 8    | 4月19日       | 雨に消える無用ノ介              | 西沢治                    | 下村堯二   |
| 9    | 5月10日       | やってきた無用ノ介              | 西沢治                    | 高橋繁男   |
| 10   | 5月17日       | 無用ノ介 かまいたちの異造を追う | 猪俣勝人                  | 香月敏郎   |
| 11   | 5月24日       | 月にうそぶく無用ノ介            | 布勢博一                  | 下村堯二   |
| 12   | 6月7日        | 処刑前 無用ノ介は走る           | 小池一雄 さいとう・たかを | 高橋繁男   |
| 13   | 6月21日       | 赤い月下の無用ノ介              | 下飯坂菊馬                | 土屋啓之助 |
| 14   | 7月5日        | 無用ノ介危機一髪                | 西沢治                    | 高橋繁男   |
| 15   | 7月19日       | 天にさけぶ無用ノ介              | [ 3 ]                     | 下村堯二   |
| 16   | 8月23日       | さむらい渡とのらいぬ無用ノ介    | 小池一雄 さいとう・たかを | 高橋繁男   |
| 17   | 9月6日        | 夏の終わり 無用ノ介はひとり     | さいとう・たかを          | 高橋繁男   |
| 18   | 9月20日       | おいらの好きな無用ノ介          | 西沢治                    | 下村堯二   |
| 19   | 未放送        | 明日に生きる無用ノ介            | 西沢治                    | 下村堯二   |

#### 出演者
カッコ内は役名。
伊吹吾郎（無用ノ介）
| 話数 | ゲスト出演者 |
| ---- | --- |
| 1    | 山形勲（羽沼自斎）、南原宏治（押崎双達）、大前釣（押崎源次郎）、根岸一正（押崎十鼠）、小松方正（赤砂多十郎）、中村是好（居酒屋の亭主）、牧よし子（内儀）、杉原久之（羽沼有之助）、福原秀雄（和尚）、里木左甫良（小役人）、松島映一（浪人）、伊藤信明（浪人）、森幸男（浪人） |
| 2    | 伊丹十三（白鳥弁十郎）、富田仲次郎（鬼達）、大辻伺郎（居酒屋の親爺）、吉田義夫（忠次）、玉川伊佐男（矢七）、石山律（石松）、吉沢京子（おかね）、志摩燎子（お米）、中岡慎太郎（権次）、伊藤信明（闇の狼の部下）、森幸男（闇の狼の部下）、関国麿（闇の狼の部下） |
| 3    | 馬淵晴子（頼母の母）、金子光伸（石出頼母）、福山象三（瀬降兄弟の兄）、戸上城太郎（瀬降兄弟の弟）、清水元（旅の僧）、佐藤京一（鑓道の銀三）、国方伝（いたちの金平）、中村光雄（少年無用ノ介） |
| 4    | 御木本伸介（茂十）、名古屋章（矢吉）、内田稔（雲形）、常田富士男（銀造）、生井健夫（江川）、土方弘（角兵衛）、稲吉靖（香太郎）、菅沼赫（三次）、北町史郎（竹腰）、須永恒（常吉）、石垣守一（町人）、佐野哲也（町人）、草柳種雄（町人） |
| 5    | 岡田英次（水堂正典）、金田龍之介（大場左近）、上田忠好（佐々木熊正）、高城淳一（菅野）、大木正司（木村又七）、井上博一（川岸）、杉浦真三雄（吉野）、津崎恵二（由松）、三門照太郎（赤造）、青山宏（英吉）、藤江喜幸（大吉）、池田よしゑ（女）、半田幸一（四天王の武士） |
| 6    | 中村梅之助（伊庭七郎）、佐々木愛（香織）、小栗一也（大藤心刀斎）、小瀬朗（姫次郎）、森幸太郎（伴周作）、八木喬（天坊）、森本景武（掛札）、窪田英世（味岡）、中川健太郎（堂本）、山田禅二（甚五左）、松井功（三津木）、平沢公太郎（浪人）、大友純（浪人）、矢野昭（浪人）、野本礼三（村人）、小島岩（大藤の門人）、原田赫（大藤の門人）、佐久間三雄（大藤の門人）、川田甫（武士）、長坂蜂郎（武士）、石川冷（直助）                                                           |
| 7    | 安井昌二（仙波十三郎）、原保美（大番の虎造）、城所英夫（中駒の勝五郎）、沢りつお（赤熊の団七）、伊藤久哉（旅川流馬）、二本柳敏恵（お葉）、浜村純（佐市）、春日章良（頑竹）、小峰千代子（老婆）、岩崎信忠（若いやくざ）、石橋雅史（田丸）、吉原正皓（半太郎）、伊東新二（丁次）、伊吹新（小鉄）、水島真哉（黒岩）、折尾吉郎（白岩）、保高安伸（青丹）、室田一人（信吉）、武田一音（鳥羽）、槐柳二（町人）、岩城和男（町人）、山下与一（町人）、遠藤征慈（音松）               |
| 8    | 大友柳太朗（東條造酒）、左幸子（おきぬ）、嵯峨善兵（金兵衛）、杉裕之（俵林之助）、矢野間啓治（槍の一平） |
| 9    | 安部徹（河津官兵衛）、内田朝雄（文華堂治助）、永井智雄（橋善）、植村謙二郎（暗夜剣）、高城淳一（書き屋のジョー）、鳴門洋二（風天仙之助）、二見忠男（地獄虫）、河原崎建三（馬子の英次）、亀井三郎（番頭幸四郎）、三谷昇（売り屋のサブ） |
| 10   | 深江章喜（かまいたちの異造）、北沢彪（原山）、高品格（秋造親分）、二木てるみ（お由）、加茂嘉久（文吉）、佐藤一明（金一）、鎗田順吉（代官）、加藤欣子（宿屋のおかみ）、中村光雄（少年無用ノ介）、桶田なおみ（飴売りの少女）、石川冷（飴売りの老人） |
| 11   | 江見俊太郎（前川主膳）、下元勉（久助）、浜田寅彦（青木主馬）、左時枝（およね）、川辺富明（清吉）、土屋靖雄（百姓一）、灰地順（百姓二）、今村原兵（百姓老人）、小沢忠臣（上州）、内村軍次（村二）、石川十郎（百姓）、松下照夫（村人）、竹沢勝美（村人）、西尾徳（長吉）、田尻康博（武士）、尾崎孝二（武士）、木村正道（武士）、剛竜二（武士）、大島幸憲（武士）、山村晋平（ならず者）、川崎信雄（ならず者）、松島映一（ならず者）、伊藤信明（ならず者）、菊池英一（ならず者） |
| 12   | 堀雄二（山田浅右衛門）、広瀬みさ（小浪）、田中春男（藤吉）、田武謙三（徳次郎）、高橋俊行（夜がらすの青次）、長島隆一（牢屋同心）、谷津勲（目明し）、志水辰三郎（検使番）、山田圭介（検使番）、伊藤初雄（囚人）、引田敏彦（介添人）、遠矢英治（介添人）、伊藤信明（同心）、秋山要之助（同心）、明石健（見物人）、大川義幸（見物人）、羽沢寛二（見物人）、井ノ口勲（見物人）、加藤弘二（通行人）、石渡雄幸（通行人）、森山司（通行人）、鈴木正幸（通行人）                     |
| 13   | 水島道太郎（助川）、木村俊恵（まき）、天野新士（神津帯刀）、田浦正巳（望月）、平凡太郎（青江）、渡辺高光（本堂）、沢まき子（なみ）、中岡慎太郎（川上）、町田澄彦（如月）、向精七（下ッ引）、奥村公延（木村） |
| 14   | 永田靖（老人）、加藤武（石黒主水）、高津住男（各務弾正）、高角宏暁（丹下三平）、山本清（編笠の侍）、松野健一（編笠の侍）、橋爪秀雄（編笠の侍）、梶哲也（岩吉）、山下与一（侍）、石川冷（酒屋の親爺） |
| 15   | 里見浩太郎（朝吉）、二瓶正也（若林猪衛門）、清水元（和尚）、木田三千雄（親爺）、池田忠夫（虎松）、ピーターみのわ（三吉）、中村光雄（少年無用ノ介）、阿部希郎（赤垣）、渡真二（賞金首の男）、矢田稔（番頭）、高杉哲平（酒屋の親爺）、石橋雅史（侍）、芹昌郎（侍）、田尻康博（侍）、神田正夫（酒屋の親爺）、林昌子（旅籠の女中）、梅原かおる（旅籠の女中） |
| 16   | 山本学（渡徹馬）、梅津栄（垣沼矢藤次）、岩崎信忠（渡欽吾）、河村憲一郎（内海刑部）、渡辺高光（風ノ介）、加藤隆（中川）、田部誠二（金子）、平林章三（伊東）、島喜義（南原）、田尻康博（若侍）、伊藤信明（若侍）、尾崎孝二（若侍）、伊勢谷浩（若侍）、向精七（目付配下）、佐多慧亮（目付配下）、安藤敏夫（水戸藩士）、石見栄（水戸藩士）、松島映一（内海配下）、菊池英一（内海配下）、秋山要之助（内海配下）、初川久（内海配下）、森幸男（内海配下）                           |
| 17   | 大塚道子（おかね）、巌金四郎（死人小左衛門）、和崎俊也（志賀風ノ介）、松川勉（京四郎）、須永宏（甚十）、秋月喜久枝（老婆）、田所千鶴子（わらじ屋の女）、前川哲男（袈裟三）、奥村公延（白痴の亭主）、坂本長利（村人）、紺野英樹（少年無用ノ介）、加賀麟太郎（掛居の四人衆）、関国麿（掛居の四人衆）、石見栄（掛居の四人衆）、西京利彦（掛居の四人衆） |
| 18   | 土屋嘉男（民五郎）、草間靖子（お篠）、桑山正一（銭安）、山本麟一（黒阿弥）、高野浩幸（正太）、二見忠男（銭安の子分）、梶哲也（長屋の男）、西村淳二（長屋の男）、矢野昭（長屋の男）、田中賤男（銭安の子分） |
| 19   | 瞳麗香（マキ）、渡辺篤（栗兵衛）、塚本信夫（金子忠輔）、田中淳一（大徳）、浅沼創一（十五夜左近）、渡辺高光（大徳の配下）、中庸介（大徳の配下）、川村禾門（大徳の配下） |

#### 補足
- オーディションの選考には、伊吹のほかに和崎俊哉、村井國夫、地井武男などが残っていた[2]。最終的には伊吹と和崎の決選投票となり、票数では和崎が優っていたが、内田吐夢の意向によって伊吹に決定した[2]。
- 無用ノ介の傷跡は、日本手拭を茶色に染め、細く切ったものをニスで貼り付けて表現している[2]。
- 内田は本作品の後、伊吹をイメージに『子連れ狼』の映像化企画を検討していたが、伊吹では少し若すぎるとして実現していない[2]。

#### 前後番組
| 日本テレビ系列 土曜20:00枠                      | 日本テレビ系列 土曜20:00枠                | 日本テレビ系列 土曜20:00枠 |
| 前番組                                          | 番組名                                    | 次番組 |
| ----------------------------------------------- | ----------------------------------------- | --- |
| かみなり三代 （1968年10月12日 - 1969年2月22日） | 無用ノ介 （1969年3月1日 - 1969年9月20日） | なんでもやりまショー （1969年10月4日 - 1970年9月26日） ※19:30 - 20:30右門捕物帖（中村吉右衛門版） （1969年10月4日 - 1970年3月28日） ※20:30 - 21:26 |

### 単発テレビドラマ版
1990年10月8日（月曜） 19:03 - 21:48 （日本標準時）、テレビ朝日系列局で単発ドラマ『秋の時代劇スペシャル 豪剣!賞金稼ぎ 無用ノ介 二つの顔のお尋ね者・修羅街道に美女七人』が放送された。テレビ朝日と東映の共同製作。

#### キャスト
- 無用ノ介：高橋英樹
- お艶：梶芽衣子
- お綱：大西結花
- お美代：坂上香織
- お松：あべ静江
- 銀次郎：清水健太郎
- 志賀勝
- 久富惟晴
- 浜田晃
- 荒木しげる
- 内田勝正
- 福本清三
- 木谷邦臣
- 笹木俊志
- 稲田龍雄
- 藤沢徹夫
- 池田謙治
- 勝野賢三
- 峰蘭太郎
- 出水憲
- 中島俊一
- 細川純一
- 広世克則
- 志茂山高也
- 滝野貴之
- 大村健次
- 中西勇太
- 治右衛門：山村聰
- 神兵衛：三木のり平
- 神津友子
- 千野沢子
- 杉村由紀
- 石井洋充
- 泉好太郎
- 加藤重樹
- 原田和彦
- 真崎理
- 八幡沙織
- 香住美弥子
- 及川潤
- 西村純一
- 斎藤弘勝
- 今井健二
- 曽根晴美
- 広瀬義宣
- 佐藤晟也
- 今いくよ
- 今くるよ
- 次郎太：松原桃太郎
- 早吉：柳沢慎吾
- 各務弾正：仲谷昇
- 権兵衛：川津祐介
- 市太郎：山本譲二
- お品：朝丘雪路

#### スタッフ
- 脚本：佐藤繁子
- 音楽：坂田晃一
- 監督：牧口雄二
- 制作：テレビ朝日、東映